# Gabourey Sidibe
Gabourey Sidibe (New York, 6 maggio 1983) è un'attrice statunitense.

## Biografia
Nata a Bedford-Stuyvesant, quartiere di Brooklyn, e cresciuta ad Harlem, è figlia di Alice Tan Ridley, una cantante gospel e R&B, e di Ibnou Sidibe, un tassista senegalese. Ha studiato in diversi college dell'area di New York: Borough of Manhattan Community College, The City College of New York e Mercy College, dove ha conseguito il diploma.
Diventa attrice quasi per caso, quando un giorno legge un annuncio che recita: «Cercasi donna afroamericana molto grassa, di età compresa tra i 18 e i 25 anni». Dopo averlo letto ed essersi sottoposta ad un provino, viene ingaggiata come protagonista del film di Lee Daniels Precious, basato su un romanzo della scrittrice e poetessa Sapphire. La sua interpretazione viene lodata dalla critica: la porta alla vittoria di un Satellite Award come miglior attrice emergente e di un Independent Spirit Award come miglior attrice protagonista, oltre che alla candidatura ai Golden Globe, agli Screen Actors Guild Awards e soprattutto all'Oscar alla miglior attrice.
In televisione ha recitato nella serie The Big C nel ruolo ricorrente di Andrea Jackson ed ha preso parte a varie stagioni della serie antologica American Horror Story, apparendo in: Coven, Freak Show, Hotel e Apocalypse. Dal 2015 al 2020 ha partecipato alla soap opera trasmessa dall'emittente Fox Empire, vestendo i panni di Becky Williams.

## Filmografia

### Cinema
- Precious, regia di Lee Daniels (2009)
- Yelling to the Sky, regia di Victoria Mahoney (2011)
- Tower Heist - Colpo ad alto livello (Tower Heist), regia di Brett Ratner (2011)
- 7 psicopatici (Seven Psychopaths), regia di Martin McDonagh (2012)
- White Bird (White Bird in a Blizzard), regia di Gregg Araki (2014)
- Life Partners, regia di Susanna Fogel (2014)
- Gravy, regia di James Roday (2014)
- Grimsby - Attenti a quell'altro (The Brothers Grimsby), regia di Louis Leterrier (2016)
- Vieni come sei - (Come as you are), regia di Richard Wong (2019)
- Antebellum, regia di Gerard Bush e Christopher Renz (2020)

### Televisione
- The Big C – serie TV, 30 episodi (2010-2013)
- American Horror Story – serie TV, 23 episodi (2013-2015; 2018)
- Difficult People - serie TV, 12 episodi (2015-2017)
- Empire – serie TV, 95 episodi (2015-2020)
- Drunk History – serie TV, 1 episodio (2016)
- American Horror Stories - serie TV, episodio 2x02 (2022)

## Doppiatrici italiane
Nelle versioni in italiano dei suoi lavori, Gabourey Sidibe è stata doppiata da:
- Alessia Amendola in Precious, The Big C, Tower Heist - Colpo ad alto livello, Antebellum
- Benedetta Degli Innocenti in American Horror Story, White Bird, Empire
- Erica Necci in American Horror Stories

## Riconoscimenti
- Premi Oscar
  - 2010 – Candidatura alla miglior attrice per Precious
- Golden Globe
  - 2010 – Candidatura alla miglior attrice in un film drammatico per Precious